# 保生大帝
保生大帝，為福建泉漳、臺灣、東南亞華人所信奉的醫神，名吳夲，字華基，號雲衷、悟真。福建路泉州同安縣人，原為北宋時的醫師。俗稱「大道公」、「吳真人」、「花橋公」。配有三十六官將為其部屬。通常保生大帝是指宋人吳夲，然而亦有所謂的「保生三真人」信仰，認為孫思邈、吳夲、許遜三位醫學家，都是吳真人在不同朝代的身份，常被誤會是在成神後結拜為義兄弟，而都會被稱為「保生大帝」或「大道公」:55。

## 生平
據文獻記載，保生大帝名夲，夲有「急速」或「往來相見」之意，非「本」字，另一說「夲」只是「本」的異體字，因其表字「華基」的「基」字與「本」為同義互訓字。
生於宋太宗太平興國四年三月十五日（979年4月19日）:12，福建路泉州同安縣白礁鄉積善里（今屬福建省漳州市龍海區角美鎮白礁村）。
父名吳通（後封協成元君），母為黄月华（後封玉華大仙），原居漳州，因避亂而到同安海濱的白礁結茅為屋，討海維生:12。吳夲十三歲時，父親吳通患病，但因家貧無力就醫而去世，母親黃氏後來也因憂傷去世，此事令他立志學醫濟世:12。吳夲初習捕蛇、採草藥，後學針灸、湯藥，醫術之名聲逐漸傳播民間:12、13。而根據北宋元祐二年（1087年）的〈西宮檀越記〉，作者孫瑀的祖父孫天錫在天聖四年（1026年）因食用河魚生病而到旗山上面的居士庵調養，與一名周遊至此的裴姓方士（字號養真老人）相談甚歡:14。後來吳夲得知裴養真在此，便前來會面，兩人相談甚歡，裴養真並將所知全部教授給他:14。而吳夲得知孫天錫已經患病多時，便為他醫治，僅三天便見療效，半個月就治癒，三個月後已經調養恢復:15。之後孫天錫欲重金酬謝，卻被婉拒，兩人日後結為好友:14。後來吳夲「飛昇」後，孫天錫在屋西建祠奉祀，後來因為靈驗，遂拓建廟宇，為「吳西宮」:15。
而在天聖五年（1027年）時，白石丁氏曾請吳夲重新抄錄三世祖丁遷的遺囑並懸於祠堂:15。周茂欽認為這顯示吳夲擁有一定的書法造詣，且在地方上有相當聲望，才會被當地大族延請:16。
宋仁宗景祐三年五月初二（1036年5月29日），吳夲為了幫急症病患採藥，前往青礁的大雁東山，卻失足墮崖而羽化，享年五十八歲:20。當地居民得知後，為追悼吳夲，紛紛塑像祭拜並私謚「醫靈真人」:20。
傳說吳夲著有《吳氏本草》與《靈寶經》兩本醫學著作，他在泉州花橋亭行醫時曾用《靈寶經》傳授草藥知識:68。而北宋大觀年間編纂有《太平惠民和劑局方》，其中的「霍香正氣散」、「加減平胃散」、「逍遙散」據說即來自《靈寶經》:68。

## 信仰發展
在吳夲逝世後，泉漳一帶便有青礁龍湫庵、白礁醫靈神祠、廈門吳西宮等三處供奉吳夲的廟宇。
廈門「吳西宮」根據孫瑀〈西宮檀越記〉（1087年），是作者祖父孫天錫在吳夲去世後所建:20。最初孫天錫指是在自家西邊建小祠並塑像奉祀，算是孫家的家神:20。但是由於靈驗，所以附近居民也成為信徒:15。為了容納更多的信徒，孫天錫便捐四畝田，在田中間蓋了廟宇，由廟祝耕田以作為廟宇香火之資:15。這座廟宇即為廈門島上最初的保生大帝廟，吳西宮:15。
青礁龍湫庵據宋朝楊志〈慈濟宮碑〉記載，其逝世後鄉人私謚為「醫靈真人」，供奉為地方神祇，於「龍湫庵」塑像祭拜。另據〈慈濟宮碑〉記載，當初要塑像時，因不知道吳夲的相貌而無法製作，後來是吳夲託夢指示他長得像東村的王汝華，但額頭較寬，才得以塑像:21。後來宋紹興廿一年（1151年）吏部尚書顏師魯奏准朝廷於青礁建廟，原本計畫建在雲嶠院旁，但神示在龍湫庵南邊建廟，即為後來的青礁慈濟宮:21、22。而根據楊志〈慈濟宮碑〉的敘述，南宋時吳真人已經由醫神提昇成地方守護神，水災旱災、盜賊入侵、行船遇險等事都可向其祈求平安:22。
白礁醫靈神祠的記載可見於孫瑀〈西宮檀越記〉（1087年）與《宋會要輯稿》，該祠在吳夲逝世之後便興建，為當時的祖宮:34。紹興廿一年（1151年）吏部尚書顏師魯奏請為吳夲立廟時，乃改為「醫靈神廟」，即後來的白礁慈濟宮:34、39。
宋孝宗乾道二年（1166年），梁鄭公（梁克家）以吳夲之神蹟奏請賜廟額，而敕封「慈濟」:24，青礁龍湫廟與白礁醫靈神廟因此均改稱為「慈濟廟」:35、41。宋理宗淳祐元年（1241年），詔改廟為宮，兩間廟因而改稱「慈濟宮」:35、41。
因神蹟傳說流布，及歷代朝廷追封，遂成為泉漳地區重要民間信仰。而隨同安移民遷徙，也成為台灣、東南亞同安籍人士信奉的鄉土保護神。

### 臺灣

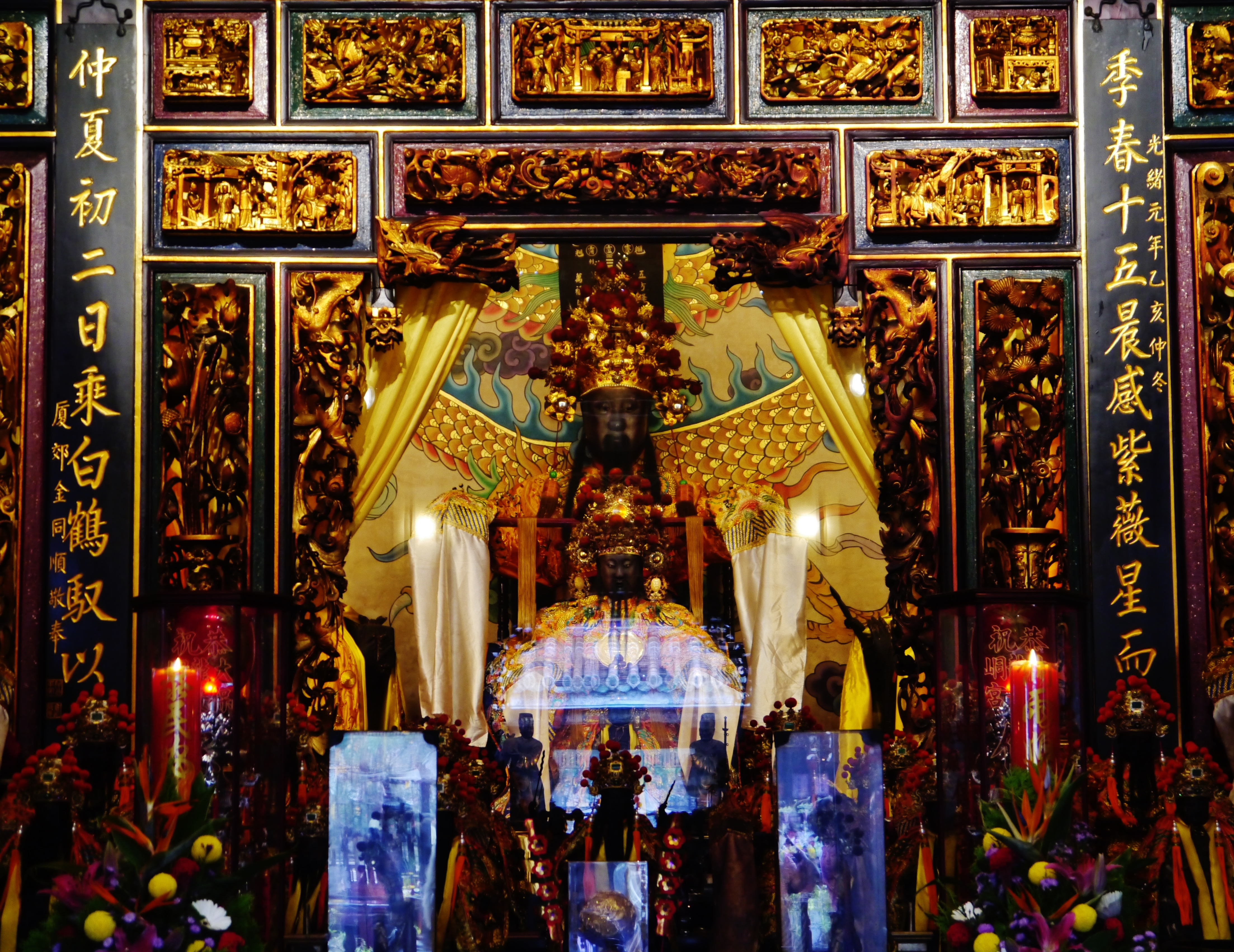
臺北市大龍峒保安宮正殿供奉的保生大帝寶像

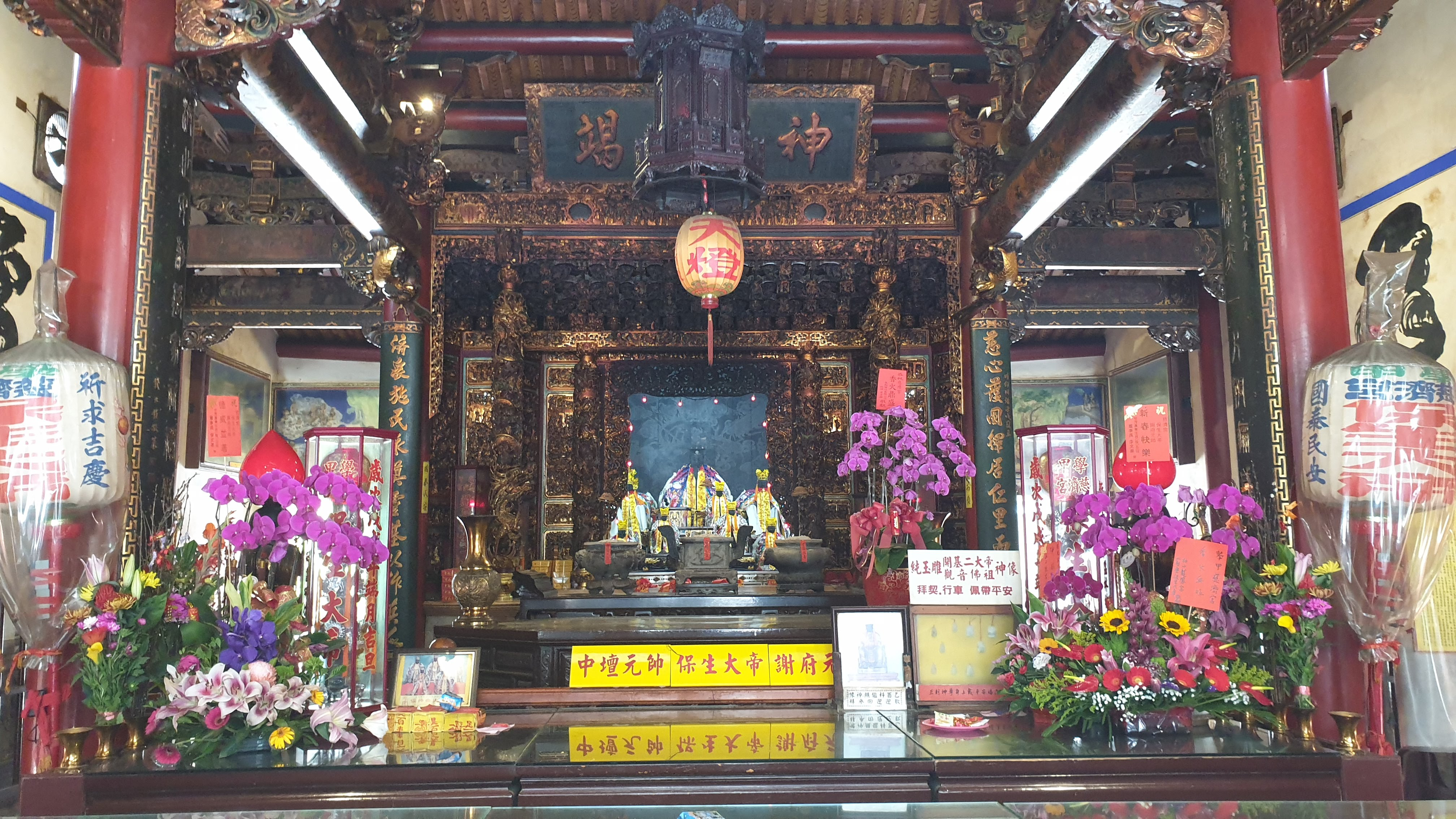
學甲慈濟宮正殿供奉的保生大帝

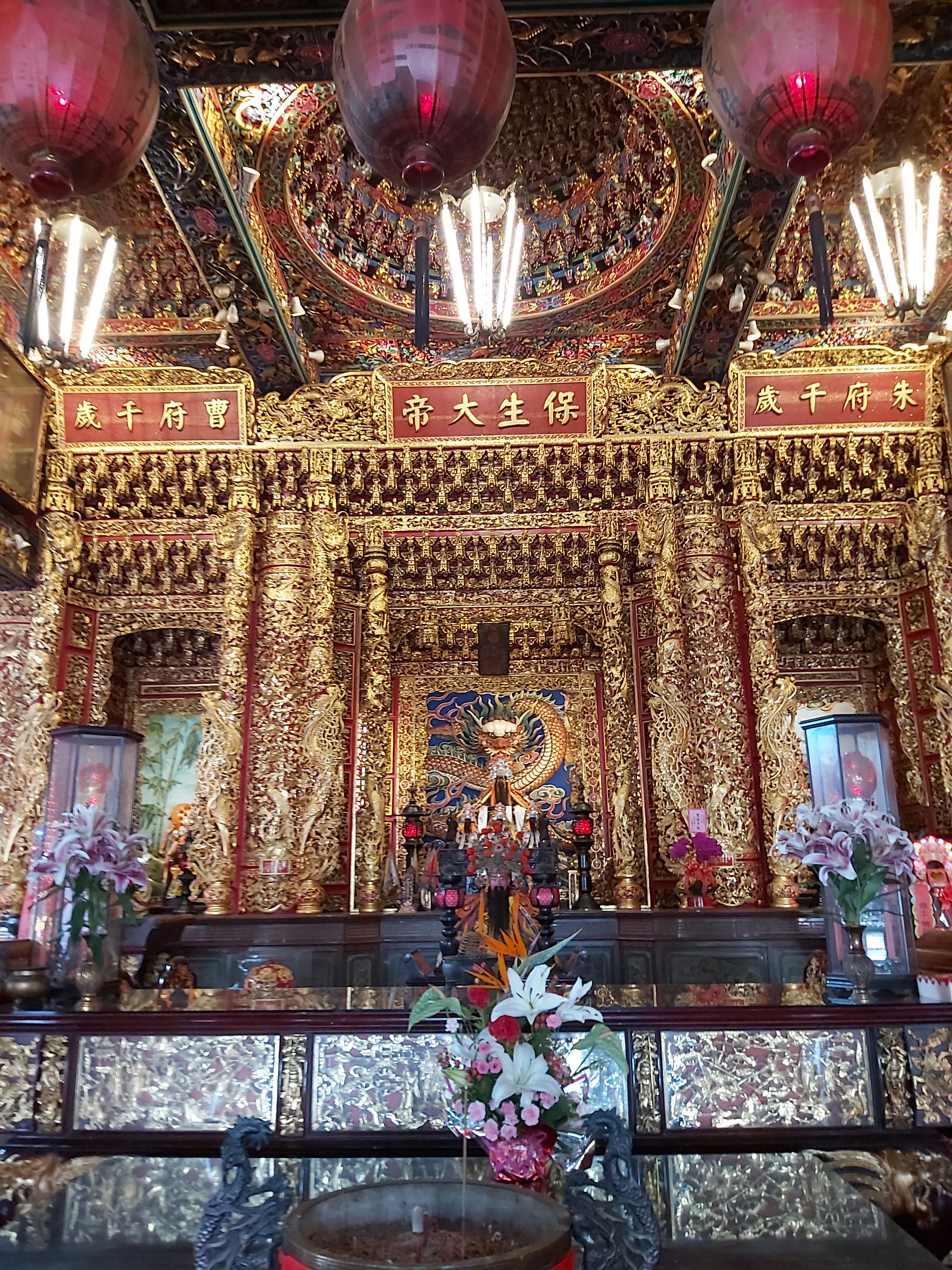
左營慈濟宮正殿供奉的保生大帝

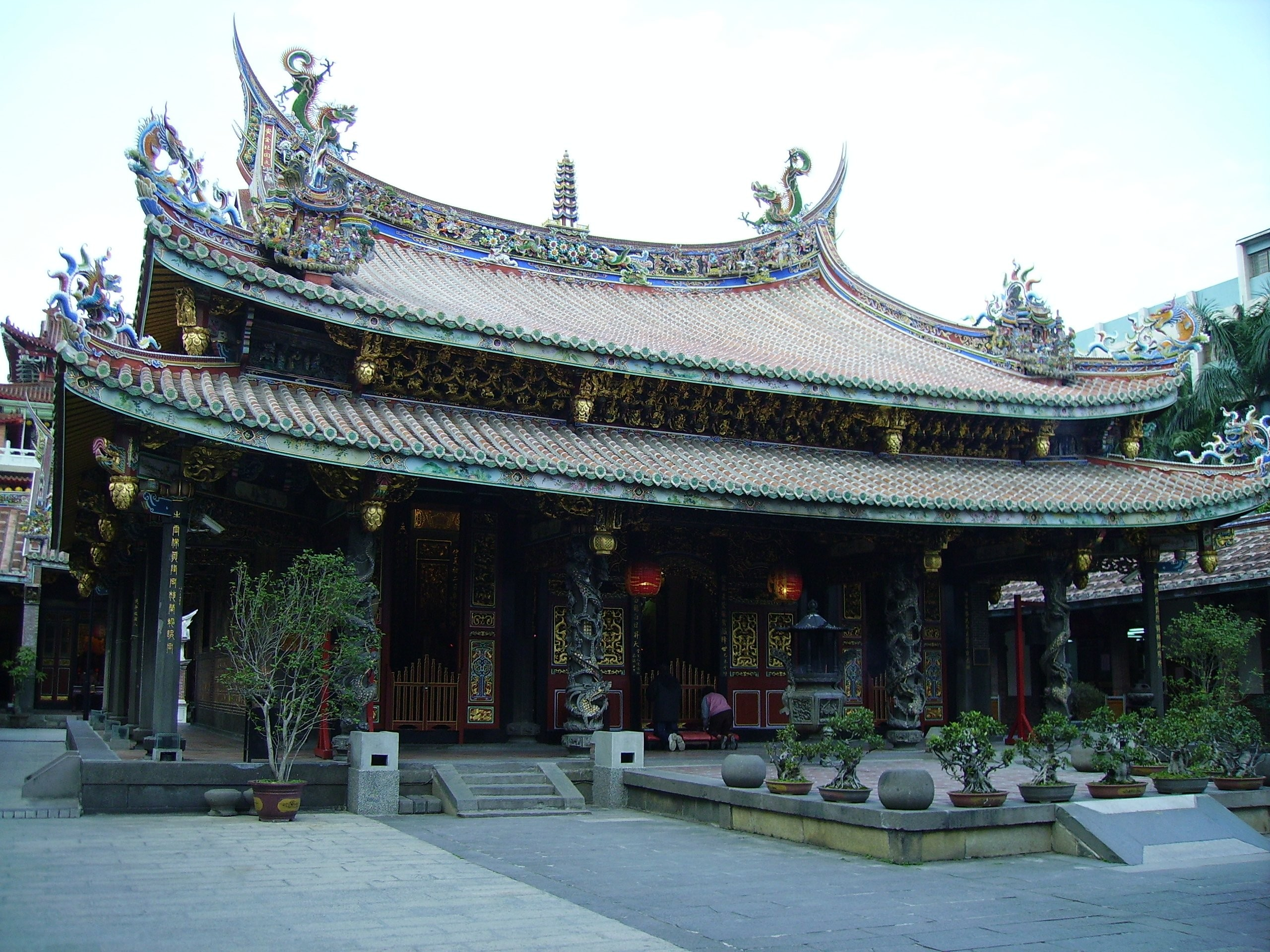
台北大龍峒保安宮正殿

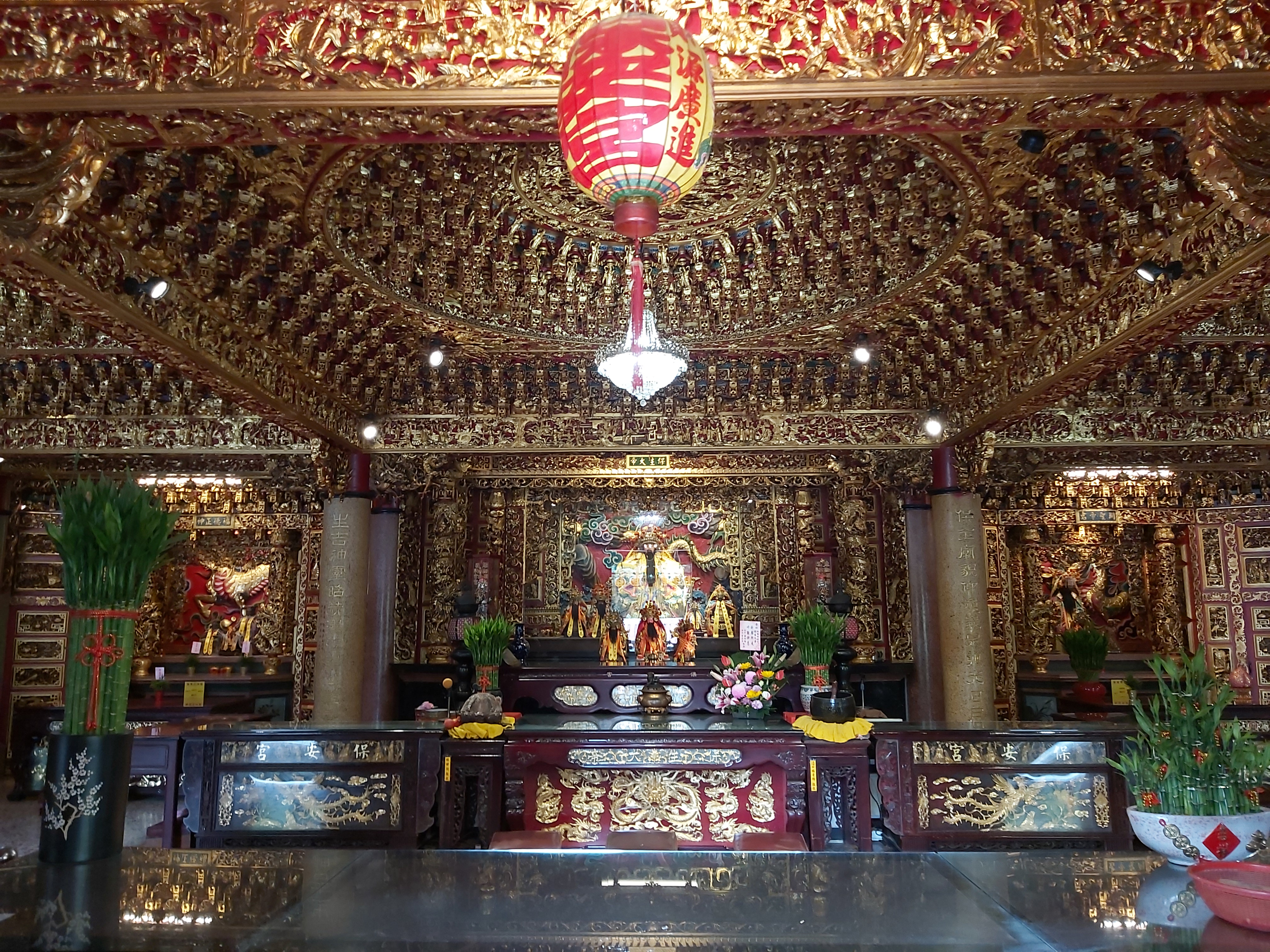
新北板橋保安宮正殿

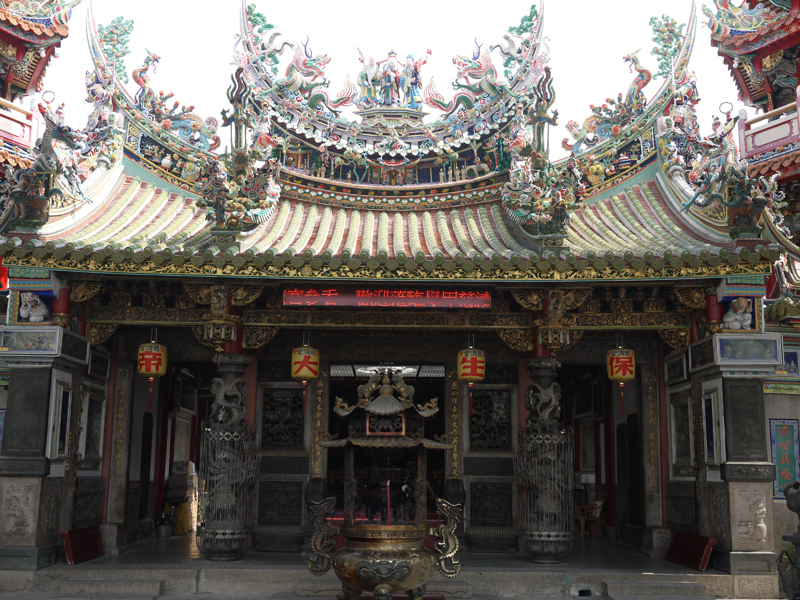
台南學甲慈濟宮三川殿

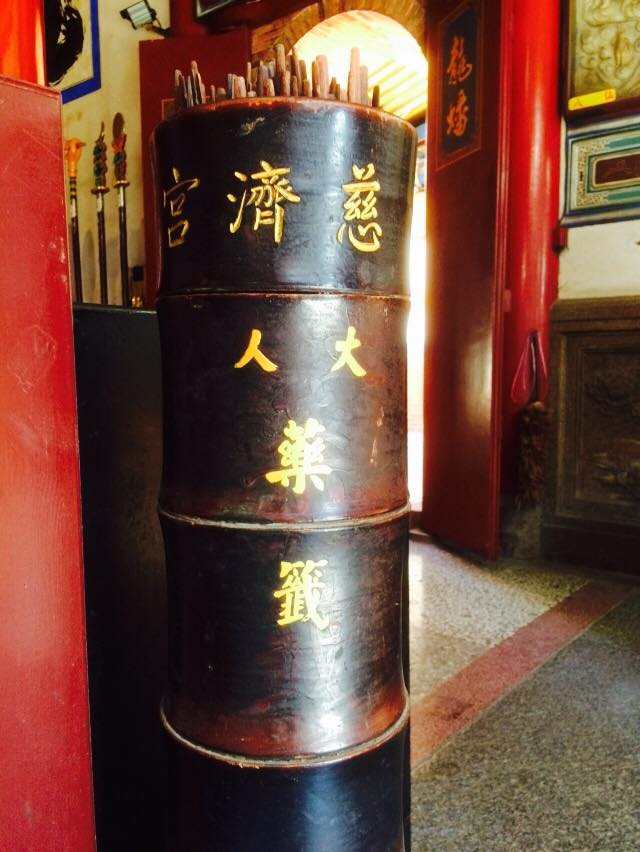
台南學甲慈濟宮藥籤

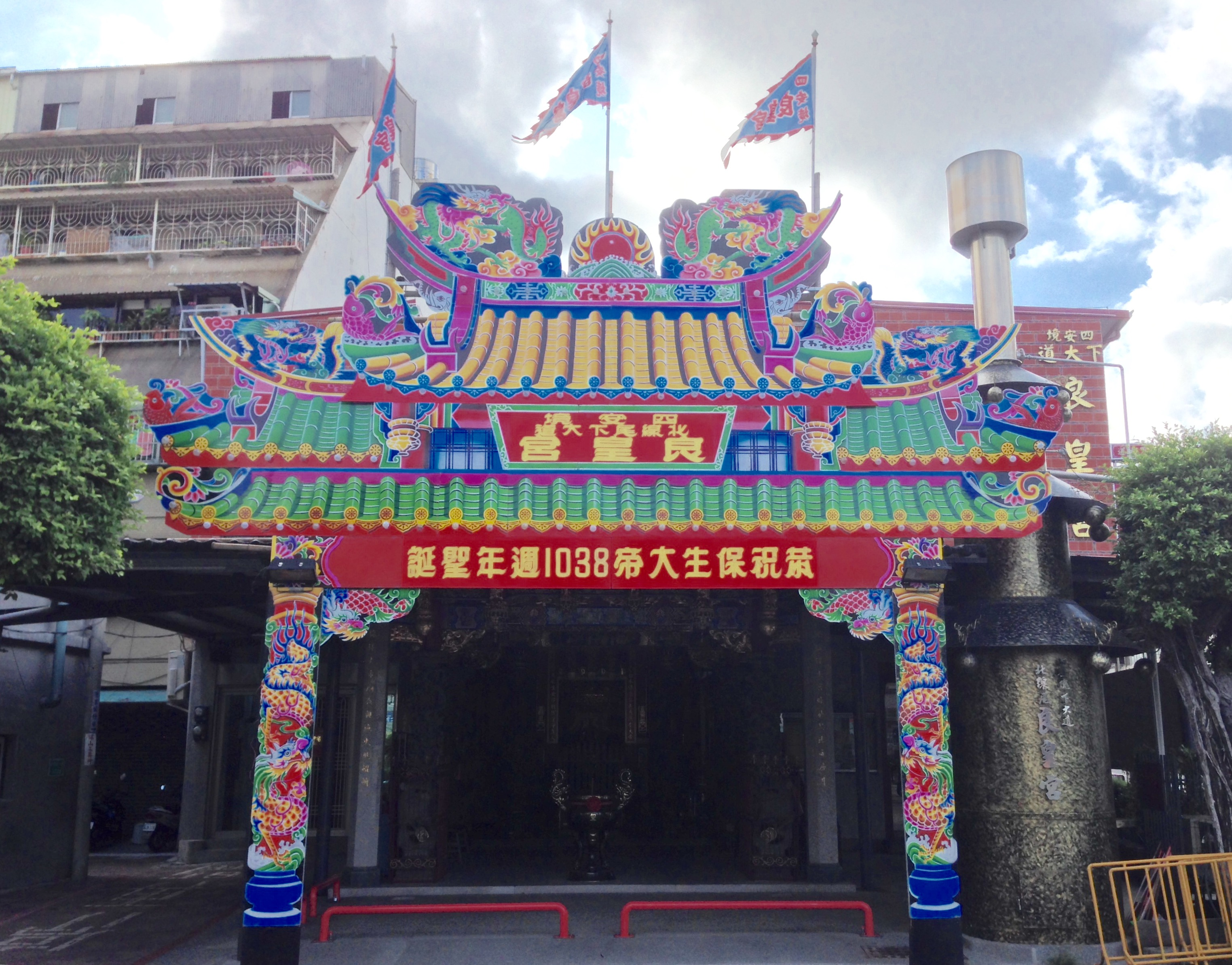
府城四安境下大道良皇宮

保生大帝在臺灣早期是同安人移民信仰中心，隨同安縣移民遷徙，至今已不分原籍畛域，成為重要的台灣民間信仰之一。臺灣奉祀保生大帝廟宇以臺南市學甲慈濟宮、臺南市祀典興濟宮、臺北市大龍峒保安宮、新北市樹林濟安宮、臺中市賴厝廍元保宮、高雄苓雅區五塊厝慈聖宮等最為著名。
據文獻載，臺灣最早出現供奉保生大帝的廟宇，是在鄭成功入臺之前，亦即荷治時期。《臺灣縣志》載：「寺廟……在廣儲東里，大道公廟，紅毛時建……」，為臺灣最早建立的保生大帝廟，原稱「大道公廟」，俗稱「開臺大道公廟」，又稱「廣儲東里大道公廟」，即現在的新化保生大帝廟。
學甲慈濟宮所奉祀開基主神稱為「開基二大帝」，相傳保生大帝於北宋景佑年間仙逝後，鄉人於白礁立廟祭祀時，雕刻有「大大帝」、「二大帝」、「三大帝」三尊保生大帝神像，二大帝於明鄭時期由同安縣百姓李勝迎祀隨鄭成功軍隊前來臺灣，原由台南學甲下社角李姓後代私人奉祀，後成為學甲地區信仰核心。
祀典興濟宮建於明鄭永曆三十三年（1679年），來自同安縣的軍民在臺灣府城尖山南坡的「觀音宮」旁建今興濟宮奉祀保生大帝（大道公），當時稱為「大道公廟」，後為與北線尾良皇宮分別，習稱「頂大道廟」，良皇宮則稱「下大道廟」。兩者均為明鄭時期規模最大的觀音亭與大道公廟。而在施琅克臺之後，由於總鎮衙署與所轄三營分別建在尖山北坡與覆鼎金（今衛福部臺南醫院）之間，都在兩廟附近，所以有不少官兵前來祈求平安。而在同治十三年（1874年）之後，因所謂的開山撫番導致官兵多染上瘴癘，所以兩廟的香火日益興盛，成為府城裡同類廟宇中香火最鼎盛的廟。這些參與的官兵因曾向興濟宮大道公祈求保佑，後來果然靈驗，因而上報朝廷，乃下令將興濟宮列入祀典，成為臺灣唯一有列入官方祀典春秋二祭的保生大帝廟:118。
臺北大龍峒保安宮肇源於清領時期乾隆初年，同安籍移民入墾台北大龍峒地區，由於水土不適，瘴癘四起，所以返回故里白礁慈濟宮分靈保生大帝神像來臺灣，1755年（乾隆二十年）建廟，1805年（嘉慶十年）遷於現址重建，清代台北地區艋舺頂下郊拚、漳泉械鬥時，保安宮為同安縣籍移民避難之所及據點。於1995年至2002年自費重修，獲得行政院文建會文馨獎及聯合國教科文組織亞太總部「二00三年亞太文化資產獎」，為全臺廟貌規模最大之保生大帝廟宇。
新北市樹林濟安宮樹林濟安宮全名財團法人新北市樹林濟安宮，建立於清乾隆五十三年（1788年）四月於樹林潭底地區山麓，奉祀保生大帝，名曰濟安宮，俗稱大道公廟或稱潭底廟。樹林的經濟發展與地方政治、文化勢力皆與此座地方大廟密不可分，凡樹林有重大建設或區域性的小型祭典，民眾皆會奉請濟安宮保生大帝的神尊前往作客，其地位由清代追溯至現今，毋庸置疑是主宰樹林地區的民間信仰中心。廟內有道長駐點提供解籤、收驚、補運、補財庫、祭改、淨車等宗教服務，信眾可求平安符、文創周邊，並全年度受理光明燈/文昌燈/安太歲，農曆每月初一、十五日，有誦經團以經文加持點燈及安太歲的信眾，且不定時舉辦捐血、低收入戶救助、弱勢團體及公務機關捐助、獎助學金、社區關懷等公益活動，及各種藝文教學活動。
高雄苓雅區五塊厝慈聖宮源自約光緒二十四年（1898年），當時初建草寮奉祀，因低厝仔(kē-tshù-á 泉漳話)(俗稱乞丐寮)鄰進打狗港(高雄港)及硫磺水(打狗川愛河)貿易往來頻繁，外來人口眾多，進而吸引許多百姓求職，拜貿易興隆及位處良地之賜，居住在低厝仔的百姓，人人皆有工作，且樂善好施，些許尋常人家更是好心收留，然而一體兩面的是，也造就許多羅漢腳及遊民聚集，當時唐榮磚窯場(中都唐榮磚窯廠)附近，常傳出有冤魂危害地方生靈，居民迎請保生大帝前往處理，並順利化解，且其預言都靈驗，因此聲名大噪、信眾亦多，尊稱「乞丐寮大道公」！因此居民感念在心，並在各方仕紳奔及信眾奔走下，籌建小廟，百般披荊斬棘，揮汗築成「乞丐寮慈福宮」!得名其俗諺：「儉腸捏肚 嘛噯儉過三月十五」此句最為當地百姓津津樂道!
乞丐寮慈福宮後期因馬關條約日軍犯臺，嚴禁臺灣百姓結黨集社，並視其全臺宗教場所為抗日據點，採取強烈手段，焚毀廟宇(乞丐寮慈福宮)，導致全廟付之一炬；因其神威遠播，當時信眾竟不約而同進廟搶救神明，神尊及信眾絲毫無傷，職此之故，數尊保生大帝及眾神開枝散葉，除開基保生大帝、天虎(虎爺)及令旗續奉於今慈聖宮內，迄今，多數開基神尊仍不知去向。
大正9年間（1920年），進行市區改正計畫，低厝仔部分居民遷移至五塊厝，並迎請保生大帝令旗輪流供奉，後由謝氏家族奉祀至今；大正12年（1923年）成立五塊厝慈聖宮，信徒至祖廟臺南學甲慈濟宮迎請保生二大帝前來安座奉祀；昭和12年（1937年）起至昭和20年（1945年）止日本在臺推行皇民化政策，在這期間全臺不得祭拜神明，甚致毀廟!然而慈聖宮於大正12年（1923年）初期時搭建草寮奉祀，中期更造日式平房，後期因平房倒塌，隔壁虔誠林姓人家鑿壁通道，提供自家小洞出入讓信眾克難參拜，神奇的是，慈聖宮在此期間竟安然無恙，更為嘖嘖稱奇、不可思議!也因皇民化運動及欣逢臺灣光復，導致整整五十七年內，歷史眾說紛紜，確切史蹟不可考。
民國69年（1980年）地方仕紳籌措及信眾集資重建整修(建廟)，於今日容貌，民國70年（1981年）慶成入火安座大典。
1987年11月6日，學甲慈濟宮董事長周大圍等人前往白礁慈濟宮謁祖:45。臺灣奉祀保生大帝各廟宇於1989年組成「全國保生大帝廟宇聯誼會」，由時任學甲慈濟宮董事長周大圍出任首任會長。

## 保生三真人
有些地方有「保生三真人」的說法，其中保生大帝神像有紅面、金面與黑面之分，其中紅面者為吳夲，金面者為唐代名醫孫思邈（他廟稱天醫真人），黑面者為魏晉時人許遜（他廟稱旌陽真君或感天大帝），三位神明乃在天庭結義的兄弟，其排行依序為孫、吳、許:55。因此據說金面的保生大帝神像到青、白礁慈濟宮刈香，因為是大哥，所以可以免插爐（不用捐資添油），黑面神像因為是弟輩所以要捐資添油:55。此外像是廈門鼓浪嶼龍頭興賢宮的保生大帝遶境只能在龍頭一帶，不能去內厝沃，因為內厝沃種德宮的保生大帝是金面，而興賢宮是紅面；相對地，內厝沃種德宮的保生大帝便可到龍頭地區遶境:55。
然而在臺灣，保生三真人的排行次序則略有不同，因地而異，也不一定與面色有所對應:63。其範例如下：
| 廟宇名                           | 孫真人 孫思邈               | 吳真人 吳夲                 | 許真人 許遜                 |
| -------------------------------- | --------------------------- | --------------------------- | --------------------------- |
| 上茄苳顯濟宮:58 （臺南市後壁區） | 保生二大帝                  | 保生大大帝                  | 保生三大帝                  |
| 糞箕湖顯濟宮:60 （臺南市白河區） | 保生一大帝（早期） 大道真君 | 保生大大帝（早期） 保生大帝 | 保生二大帝（早期） 感天大帝 |
| 外塭仔和濟宮:60 （臺南市安南區） | 保生大帝                    | 保生三大帝                  | 保生二大帝                  |

## 歷代朝廷追封
在吳夲仙逝後，民間私謚為「醫靈真人」:20。至南宋時成為官方承認之信仰後，開始有皇帝給予封號。
| 朝代 | 年代                        | 稱號                                                              | 備註 |
| ---- | --------------------------- | ----------------------------------------------------------------- | --- |
| 宋朝 | 宋孝宗 乾道七年（1171年）   | 大道真人                                                          | 民間因此又稱「大道公」:20。 |
| 宋朝 | 宋孝宗 乾道十五年（1179年） | 顯佑真人                                                          | 見《漳州府志》:25。 |
| 宋朝 | 宋孝宗 乾道年間             | 慈濟真人                                                          | 見《漳州府志》:25。 |
| 宋朝 | 宋寧宗 慶元二年（1195年）   | 忠顯侯                                                            | 見《泉州府志》、莊夏〈慈濟宮碑〉。又楊志〈慈濟宮碑〉記載在乾道二年（1166年）已有此封號:25。                                                                                |
| 宋朝 | 宋寧宗 嘉定元年（1208年）   | 英惠侯                                                            | 見楊志〈慈濟宮碑〉。又《福建通志》記載在開禧三年（1207年）已有此封號，莊夏〈慈濟宮碑〉說明因解漳泉大旱而得之:25。此外《海澄縣志》提到嘉定年間封「英惠侯、增封康佑侯」:25。 |
| 宋朝 | 宋理宗 端平二年（1235年）   | 靈護侯                                                            | 見《海澄縣志》:25。 |
| 宋朝 | 宋理宗 嘉熙三年（1239年）   | 正祐公                                                            | 見《海澄縣志》:25。 |
| 宋朝 | 宋理宗 嘉熙四年（1240年）   | 沖應真人                                                          | 見《海澄縣志》:25。 |
| 宋朝 | 宋理宗 淳祐元年（1241年）   | 妙道真君                                                          | 見《譜系紀略》:25。 |
| 宋朝 | 宋理宗 寶祐五年（1257年）   | 守道真人加封「廣惠真人」                                          | 見《漳州府志》:25。 |
| 宋朝 | 宋理宗 景定五年（1264年）   | 福善真人                                                          | 見《漳州府志》:25。 |
| 宋朝 | 宋度宗 咸淳二年（1266年）   | 孚惠真人                                                          | 見《漳州府志》:25。 |
| 宋朝 | 宋恭帝 德祐元年（1275年）   | 普佑真君                                                          | 見《福建通志》、《漳州府志》:25。 |
| 明朝 | 明太祖 洪武五年（1372年）   | 昊天御史醫靈真君                                                  | 見顏蘭〈吳真君記〉:25。 |
| 明朝 | 明成祖 永樂七年（1409年）   | 萬壽無極大帝                                                      | 見《漳州府志》:25。 |
| 明朝 | 明成祖 永樂十七年（1419年） | 恩主昊天醫靈妙惠真君萬壽無極保生大帝                              | 見《泉州府志》:25。 |
| 明朝 | 明成祖 永樂廿二年（1424年） | 保生大帝，再封「恩主昊天醫靈妙惠真君」                            | 見《漳州府志》:25。 |
| 明朝 | 明仁宗 洪熙元年（1425年）   | 恩主昊天金闕御史慈濟醫靈沖應護國 孚惠普佑妙道真君萬壽無極保生大帝 | 見《譜系紀略》，據說是醫治明成祖文皇后乳疾而封:25。 |
| 清朝 | 清宣宗 道光年間             | 慈濟靈官                                                          | 見《譜系紀略》:25。 |

## 宗教活動

### 臺灣
- 台南市學甲慈濟宮上白礁謁祖祭典活動。
- 台南市祀典興濟宮為臺灣清治時期唯一列入官方祀典的保生大帝廟宇，每年固定舉辦祀典春祭與秋季大典。
- 台北大龍峒保安宮恭祝保生大帝聖誕以「保生文化祭」為主題，舉行一連串傳統與現代廟會活動：遶境踩街、民間劇場－家姓戲、文物展、健康義診、音樂會、建築藝術導覽、兒童寫生比賽、攝影比賽、學術研討會等活動，普受好評。
- 新北樹林濟安宮有道教正一派大法師在重要節日主持 年頭補運祭改、春季秋季祈安禮鬥法會、保生大帝聖誕千秋法會、關懷考生文昌法會、保生大帝昇天紀念法會、開天門、補財庫補運法會、慶讚中元普渡法會、光明燈文昌燈 延燈法會、中壇元帥聖誕千秋法會、年末謝太歲法會。每年的元宵節舉辦花燈車遶境活動經過板橋溪崑地區和樹林保安市場等路段，及農曆3月15日保生大帝聖誕千秋前夕，舉行保生文化祭，並繞境遍及整個樹林全區，保生大帝聖誕前一晚開始至翌日，有舉辦保生大帝祝壽法會及乞龜活動。濟安宮建廟之初，例年重大祭典為保生大帝誕辰日3月15日，後因配祀之神明眾多，又增7月14日的中元普渡及9月9日的中壇元帥千秋祭典，戰後民國時期，除這三項祭典外，增加元月15日祈安禮鬥法會、5月2日保生大帝昇天紀念祭典及10月15日祈安禮鬥法會三項。前三項傳統上由爐主主辦；後三項之祭典則由董事會主辦。 每年3月15日保生大帝的誕辰繞境慶典，已成樹林民間相護參與的民俗活動，熱鬧程度不亞於南部地區的「三月瘋媽祖」，值得地方政府大力支持。
- 台南市西港慶安宮香科醮典：素有「台灣第一香」美名之西港香科正式醮典之前，慶安宮先舉行南巡前往台灣府城隍廟謁祖進香，南巡當日先往佳里青龍宮迎請保生大帝，擔任醮典出巡的隨陣先生，隨後前往台南市各交陪廟宇駐輦，接受信徒參拜，香醮期間襄贊出巡香境達九十六村鄉，享有"瘟醫"之美譽。
- 新竹市香山區美山保安宮舉行南巡遶境慶典活動，經南投縣草屯鎮月眉厝龍德廟，駐駕於高雄市左營區城邑慈濟宮。
- 高雄苓雅區五塊厝慈聖宮徒步晉香，是首間以兩頂四人籐轎(似府城大駕)步行至祖廟臺南學甲慈濟宮，並根據臺灣宗教史料，五塊厝慈聖宮為常態性保生大帝徒步晉香團，無固定路線，全程(去回)約達兩百五十公里。

## 藥籤

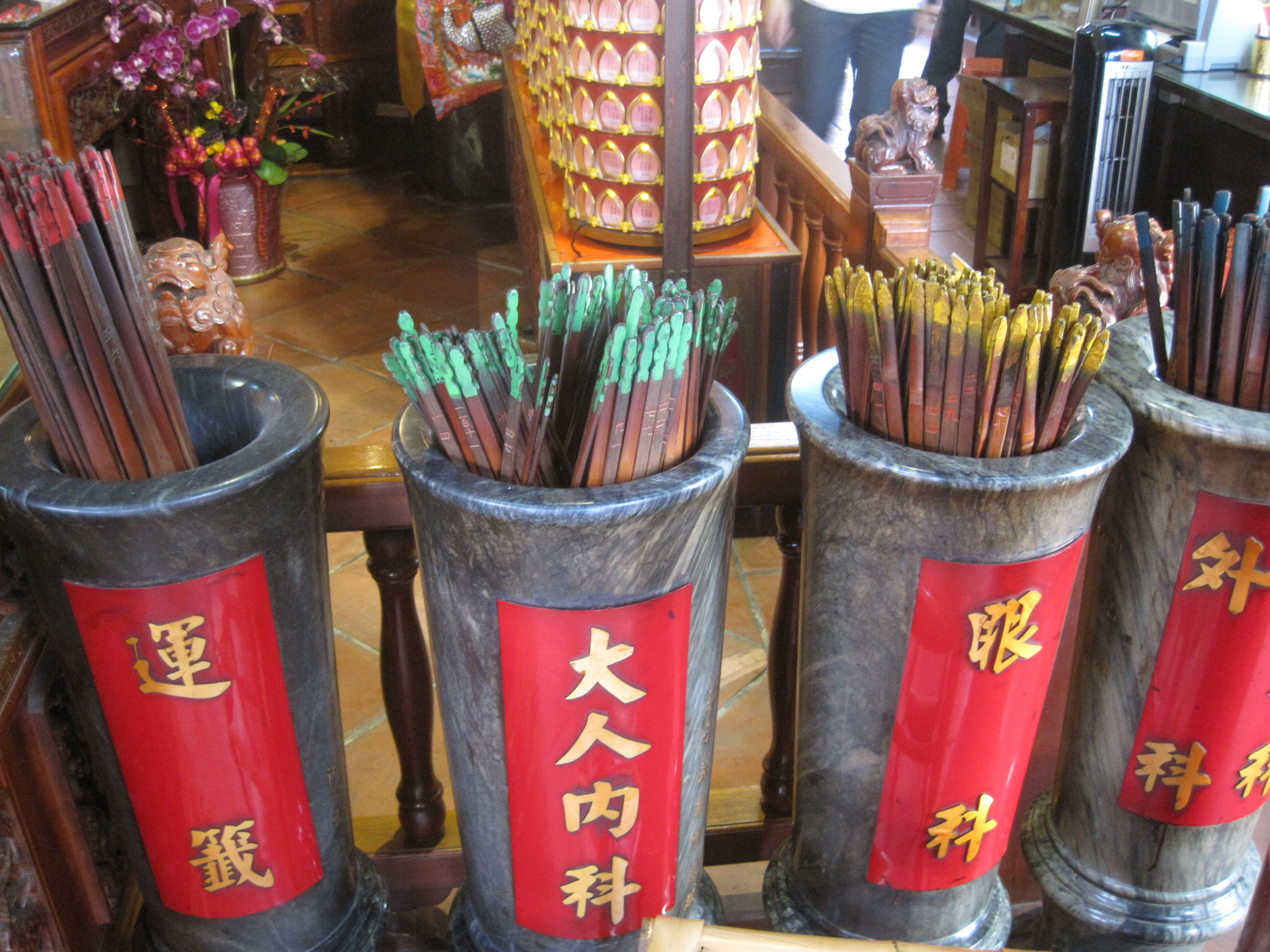
祀典興濟宮籤筒
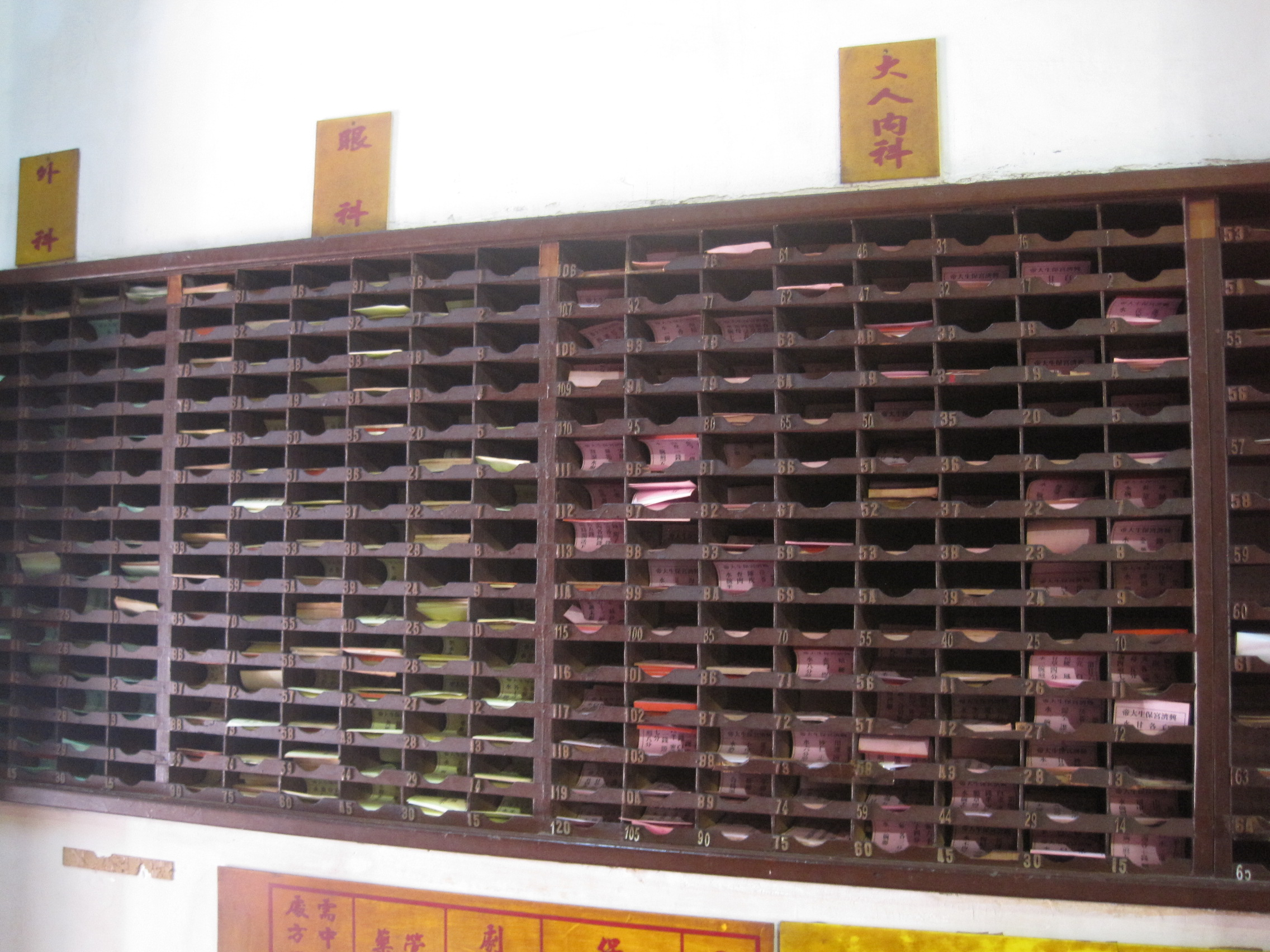
祀典興濟宮藥籤櫃
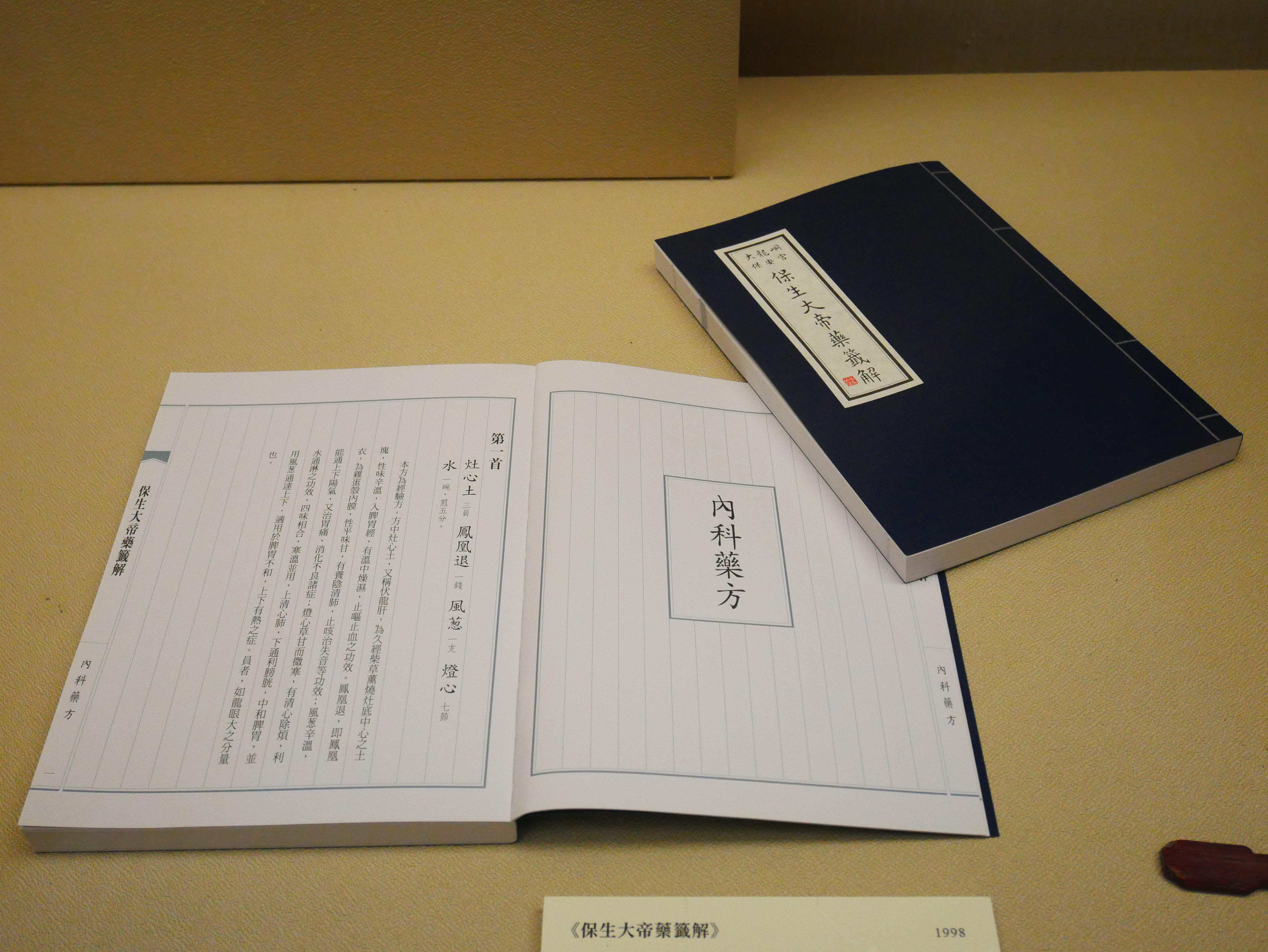
大龍峒保安宮保生大帝藥籤解，1998年

在古代，病患及其家屬常會到保生大帝廟去求藥方:66。取得的方法一是透過降乩扶輦，另一種便是抽藥籤:66。藥籤乃是廟方透過中醫師收集驗方，在神前透過擲筊方式確認後才編為藥籤:66。泉州花橋慈濟宮流傳下來的藥籤約有157首，林永東認為其中有一部分的確是吳夲所遺留的藥方，其他則是後世醫家研究出的驗方精華:68。此外學者范正義主張，目前中國大陸與臺灣流傳的保生大帝內科120籤，是根據廣東黎家坪村廣福宮的「保生大帝神效良方」120首略微變化而成:69。
吉元昭治認為藥籤的產生與道教符籙派有關，而學者林國平主張目前所知最早的藥籤是乾隆四十四年（1779年）由中國傳到日本的「呂洞賓真人神方占」，而中國在此之前已有藥籤存在:68。至於中國大陸所發現最早的大道公藥籤文物，是福建龍海市組山紅滾廟的道光十七年（1837年）藥籤木刻筒，有藥方184首（內科120、外科36、兒科28）:70。
而在臺灣，學甲慈濟宮的藥籤相當靈驗，1920年《學甲庄鄉土志》記載，當時很多人去求藥籤然後再到漢藥店配藥，因康復者眾多，因而使學甲慈濟宮香火鼎盛:73。另據說學甲慈濟宮藥籤在咸豐十年（1860年）流傳到福建晉江深滬鎮的寳泉庵:73。

### 特色
保生大帝藥籤的藥方組成簡單，劑量較輕，每味藥的劑量通常在兩錢以下:96。而且藥材多為價格低廉之物，不會難以取得:98。另外從藥方的內容來看，相當重視脾胃的調理:100，而且重視藥膳食療:105。

## 傳說
保生大帝在閩臺民間流傳不少傳說，散見於宋朝的楊志〈慈濟宮碑》、莊夏〈慈濟宮碑〉，明朝的《閩書》、《吳真人世修道果實錄》清朝的《同安縣志》、《白礁吳氏族譜》〈保生大帝實錄〉、〈白礁志略〉等書:26：

### 出生
- 吳景祥《重修白礁吳氏族譜》〈真君事實〉（1979年）：「……至宋太平興國參年，母夢見白衣長齋清素下降，竟而有孕。」[1]:26。
- 顏蘭〈吳真君記〉（清）：「宋太平興國已卯三月十四夜，聖母將娩，夢長素道人，五老慶誕、三臺列精、南陵使者、北斗星君，護童子至寢門內，曰：是紫微神人也。越辰誕公。公生而穎異，有慈婆惻世之心。」[1]:27。

### 生前
- 西王母授徒：根據清朝顏蘭的〈吳真君記〉，吳夲十七歲時遇到一異人，受邀登船而被送到崑崙山。後來拜見西王母，留宿七日，被傳授各種濟世神方與法術[1]:27。
- 點龍眼：傳說有條神龍患有嚴重眼疾，遂變成人形來找吳夲醫治，但一眼被看穿真身，並給予藥方治癒其眼，令神龍佩服[1]:31。

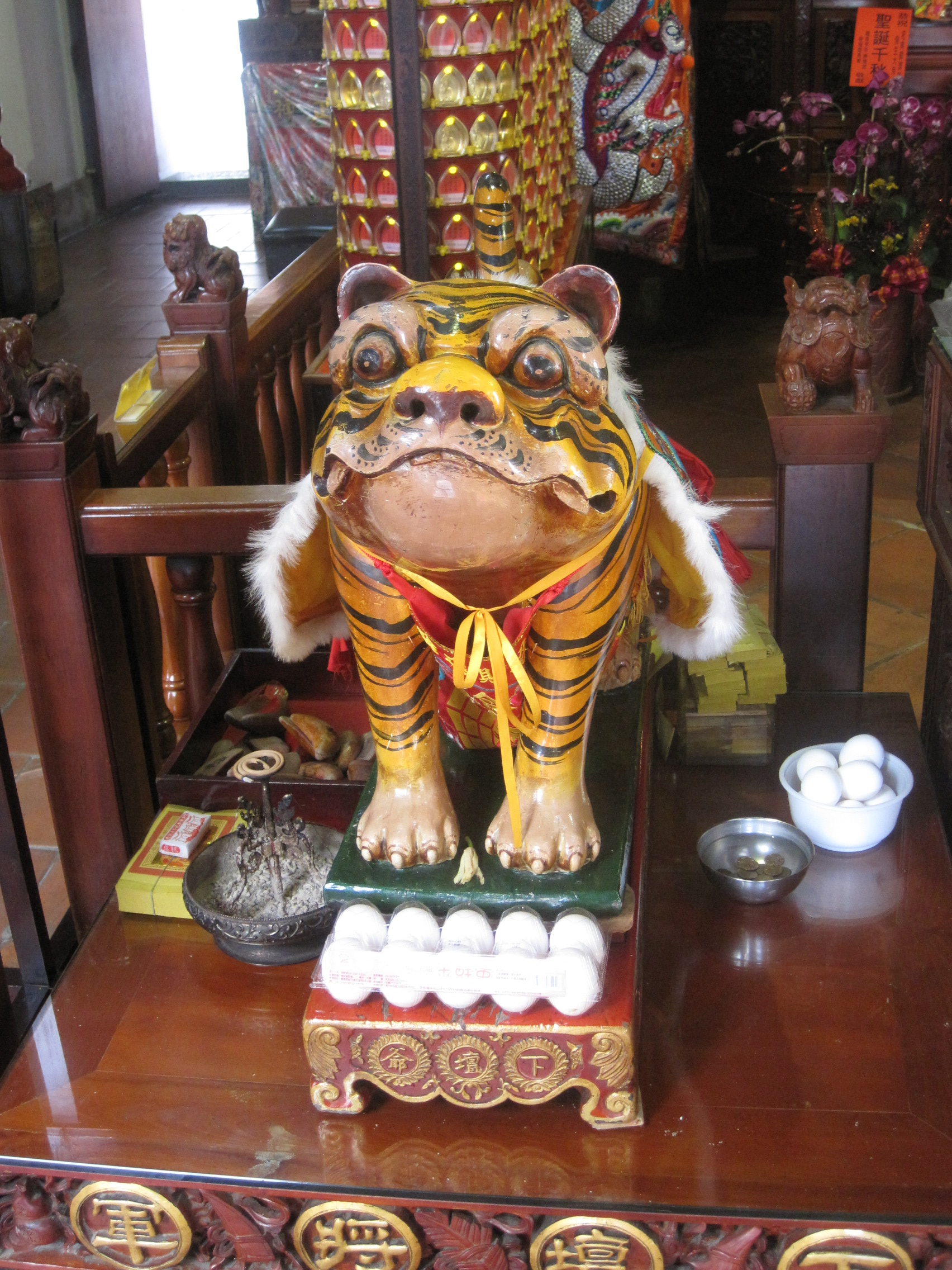
臺南祀典興濟宮虎爺

- 醫虎喉：吳夲於山中採藥時，遇一白額金睛老虎，因食人而骨哽咽喉，痛苦難當，遇吳真人乃垂首趨附，求其救治，真人心有不忍，乃斥責其惡，見其知悔，乃以符水施灌，化骨入喉，此虎感恩遂化為吳真人坐騎[1]:31。故保生大帝廟龕之下，多祀奉有老虎神像，稱為「虎爺」、「黑虎將軍」[1]:31。為臺灣虎爺信仰的重要來源之一。
- 豬頭皮療法的發現：豬頭皮即是腮腺炎的俗稱，據說北宋泉漳某地曾流行此病，吳夲到此診治時，無意間發現青布染坊的工人沒有人得到此病，遂發現可用染料「青黛」治病，此後成為傳世驗方[1]:17。因孫真人孫思邈也有類似傳說，有學者主張此傳說是從孫思邈的傳說移植而來[1]:52。
- 神方化骨、江張從師：據說吳夲在祥符七年（1014年）於山間採藥時發現一堆枯骨，但少了一隻腿骨，便用柳枝替代，施法讓其變回一童子。之後吳夲將他收為提藥囊的童子，後來遇到同安縣令江少峰，發現該童子是他赴京趕考時被老虎吃掉的童子，遂予以質問。江縣令不相信吳夲施法使童子復生醫世，於是吳夲又施法讓童子變回枯骨，江縣令才相信此事。事後，江縣令與自己的張姓主簿棄官，向吳夲拜師。[1]:28
- 吳真人避雨洞：傳說北宋天聖年間，吳夲受邀到廈門島的溪頭下社行醫，為救病患而親自上山採藥，卻在歸途遇到大雷雨，而躲進一個石洞中避雨[1]:17。病患家屬因擔心吳夲，雨勢減緩後便上山找到，正好見到他渾身濕透走出石洞[1]:17。當地居民感念他親自採藥以救人之情操，遂將此石洞稱為「吳真人避雨洞」[1]:17。
- 為救人棄漳州知府壽宴：傳說有一次有位漳州知府生日辦壽宴，邀請吳夲前往。但就在他要去赴宴時，有名農夫前來請他去救家中被毒蛇咬傷而命危的青年，為此吳夲放棄赴宴而選擇前去救人。[1]:17、18。
- 開棺救人：據說吳夲於鄉間行醫時偶遇有人抬棺經過，發現棺底有血且顏色鮮紅，認為棺中之人未死，便向喪家提議開棺。後來診斷後認為棺中婦人是「血昏」，讓婦人服藥之後便使她甦醒。[1]:18。因孫真人孫思邈也有類似傳說，有學者主張此傳說是從孫思邈的傳說移植而來[1]:52。然而在醫學不發達的古代，類似的事件並不罕見，兩人有類似經歷的可能性不低。
- 救回重傷少年：據說北宋天聖八年（1030年），吳夲上山採藥時發現一名少年遭強盜砍殺，手臂已斷、腦漿溢出，但吳夲將他帶回診治後，竟讓其康復，斷臂也靈活如初，民間便傳頌他是「華佗再世、扁鵲重生」。[1]:18。
- 北宋天聖九年（1031年），宋仁宗之母患病，御醫束手無策遂昭告天下尋求名醫[1]:18。吳夲得知後便前往，卻為宋仁宗懷疑其醫術，要用絲線替太后診脈時先後將絲線繫在床頭與貓腳上卻被識破，宋仁宗方相信其醫術[1]:18。之後吳夲留在宮中，治好了太后的乳疾，事後被漳泉人民稱為神醫[1]:18。
- 飢荒賑米：顏蘭的〈吳真君記〉（清乾嘉年間）寫說北宋明道元年（1032年）漳泉二地因久旱而發生飢荒，吳夲豎旗向民眾宣布十日內將有大船載米而來，後來果然有船到，吳夲便將船上的米分發給災民。而附近災民知道白礁有米，紛紛湧入，吳夲乃遣神人再多挽米舟前來救濟，使民眾得以度過飢荒。[1]:18、19。
- 祛厲除魔：顏蘭的〈吳真君記〉（清乾嘉年間）記載北宋景祐元年（1034年），有蜚尸魔王帶領1400疫鬼降下瘟疫，吳夲乃率弟子江仙官（江縣令）、張聖者（張主簿）召喚神兵驅逐疫鬼，並驅使雷擊殺蜚尸魔王，之後又四處用咒水救回眾多病患。到泉州之後，又借住客棧行醫，而這客棧據說就是後來的「花橋慈濟宮」[1]:19。
- 斬殺龍子：傳說在景祐三年（1036年）白礁首富黃秀之女到後花園賞花時，弄髒了手，到水池洗手時誤觸了到水池游玩的蛟龍，結果肚子大了起來。黃秀遂請吳夲前來診治，結果發現是感應蛟龍而受孕，而若讓龍子產下，白礁會有山崩地裂之災。吳夲認為必須要在龍子出生前斬殺，但如此一來黃秀之女也得犧牲。最後黃秀和吳夲約定，若是誤診，吳夲必須以命償命。後來吳夲作法，剖開黃秀之女的肚子，發現有七隻龍子，其中六隻被一一斬殺，但有一隻已經開眼，欲襲擊吳夲卻不敵。逃到文圃山下八角古井，被降伏。[1]:29

### 成神後
- 泥馬渡康王：傳說宋高宗為康王時，入金國為人質，趁隙脫逃，逃至吳真人廟內。心中苦於金兵追趕，無力擺脫，忽聞馬鳴，廟前竟有良駒停駐，遂乘馬疾奔南方，金兵隨後亦策馬追趕，逃至江岸時，康王胯下座騎竟飛馳過江，擺脫追兵後，座騎化為泥馬，經高宗派人四下探訪，始知為保生大帝施力救助。（另一說非保生大帝，而是在崔府君廟，受到崔府君的保佑。）又有說法是吳真人並非助高宗渡江，而是幫他擋下追來的金兵[1]:30。
- 南宋至慶元年（1195年），傳說吳真人顯化退敵，遂被敕封「忠顯侯」[1]:30。
- 南宋開禧三年（1205年），漳泉大旱，白礁居民向吳真人祈求後遂天降甘霖，而後有盜賊欲入侵白礁，卻看到拿著「忠顯侯」旗幟的神兵阻擋，遂趕緊撤走。此事上報後朝廷敕封為「英惠侯」[1]:30。
- 南宋寶慶三年（1227年），太后病危，宋理宗乃公告尋求名醫。吳真人乃化成賣麥芽膏的小販，沿街敲鑼叫賣。據說當時規定不是公家出巡，不許鳴鑼，吳真人所化的小販因而被捕，但吳真人宣稱賣麥芽膏是為了醫治太后之病。宋理宗乃召見，並讓他試著醫病。結果太后服用之後果然好轉，宋理宗想要給予賞賜，但吳真人只要求此後賣麥芽膏者可鳴鑼過市，理宗想要賜予財寶時，吳真人便現出真身並駕鶴而去。之後宋理宗加封「康祐侯」之稱號。[1]:30。
- 據說明太祖朱元璋在與陳友諒大戰時，吳真人曾顯靈幫助，事後明太祖遂敕封「昊天御史醫靈真君」。
- 絲線診脈醫國母：相傳明成祖年間，皇后患有乳疾，求訪天下名醫莫救，突有道士自稱住白礁鄉名吳夲，自稱能醫治皇后重病，並言能以絲線診脈。成祖先以絲線繫於皇后玉鐲、貓身，皆被真人識破，成祖驚異，乃命內侍繫絲線於皇后手腕，斷為乳疾，並隔屏指示施以針灸，乳疾頓消。成祖欲賜予官爵財寶，皆辭不受，騎鶴而去。皇后感其恩德，乃立國母獅於福建白礁慈濟宮廟庭之內。又一說是文皇后生病後夢見有一道人牽紅絲線為其切脈，後來用艾條灸之，醒來之後已經痊癒。事後明成祖遣人尋找，在白礁發現吳真人的神像，為了感恩而贈與白礁慈濟宮「國母獅」[1]:31。
- 三十六官將：相傳北極玄天上帝欲收龜、蛇二精，力有未逮，商借保生大帝佩戴之寶劍，並以隨從，但此為誤傳三十六官將為質。（另一說非向保生大帝，而是向呂純陽祖師借。）
- 大道公風，媽祖婆雨：由於天上聖母媽祖與保生大帝大道公皆為北宋福建人士，民間傳說遂附會二神相戀，後媽祖見母羊生產苦狀，悔而辭婚。保生大帝憤而與媽祖施法相鬥，於媽祖誕辰降雨洗其脂粉，媽祖亦不甘示弱，於大道公誕辰施法刮風，吹落道帽。故稱「大道公風，媽祖婆雨」，此一傳說穿插泉漳暮春節候，與地方神祇傳說，頗富人情趣味。然而亦有地方信徒，以為褻瀆神明，深不以為然。媽祖生於宋太祖建隆元年，而保生大帝生於宋太宗太平興國四年，媽祖十九歲時，保生大帝才出生，何況媽祖二十八歲成道，兩人有婚嫁聯想，實在不可能。而民間之誤傳，導致供奉保生大帝與媽祖寺廟互有心結，甚至互不往來，純屬荒誕虛構不可信之事。

在臺灣，洲仔尾保寧宮、新化保生大帝宮等廟也有其他與媽祖鬥法的傳說。

## 保生大帝廟

### 中國大陸

#### 福建省

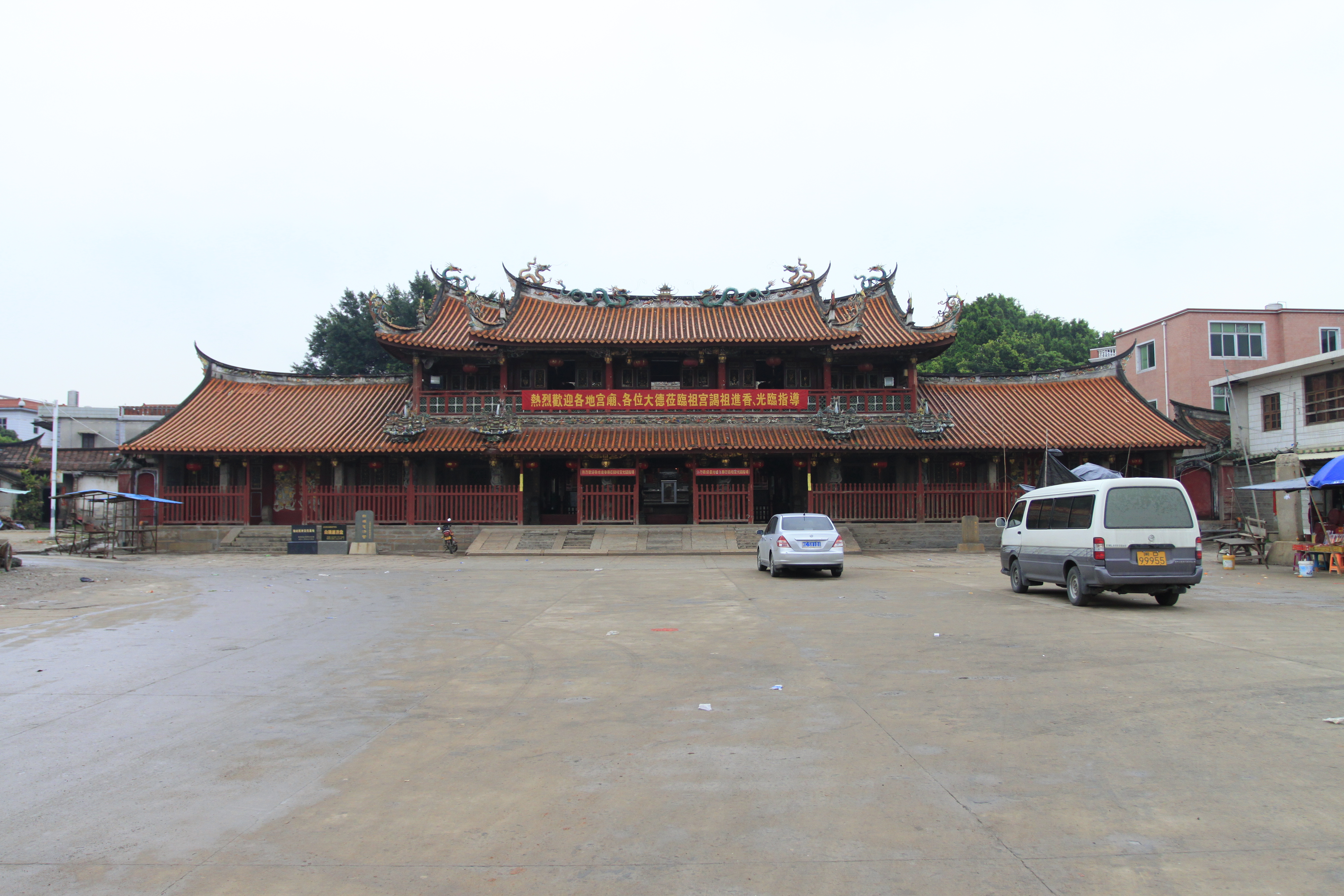
白礁慈濟宫

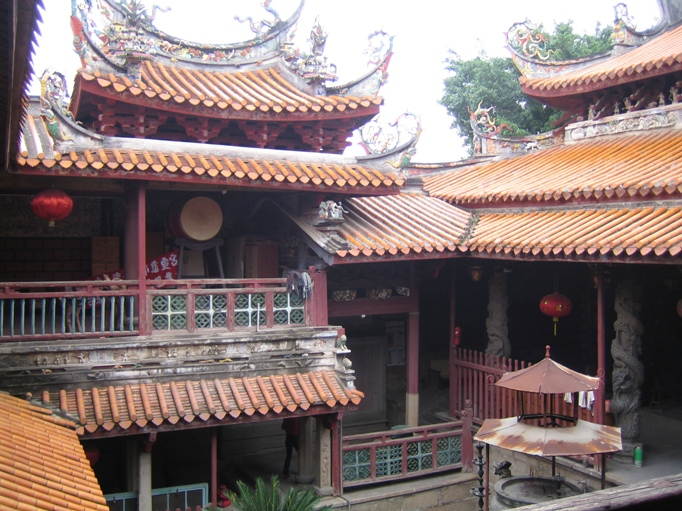
白礁慈濟宫内景

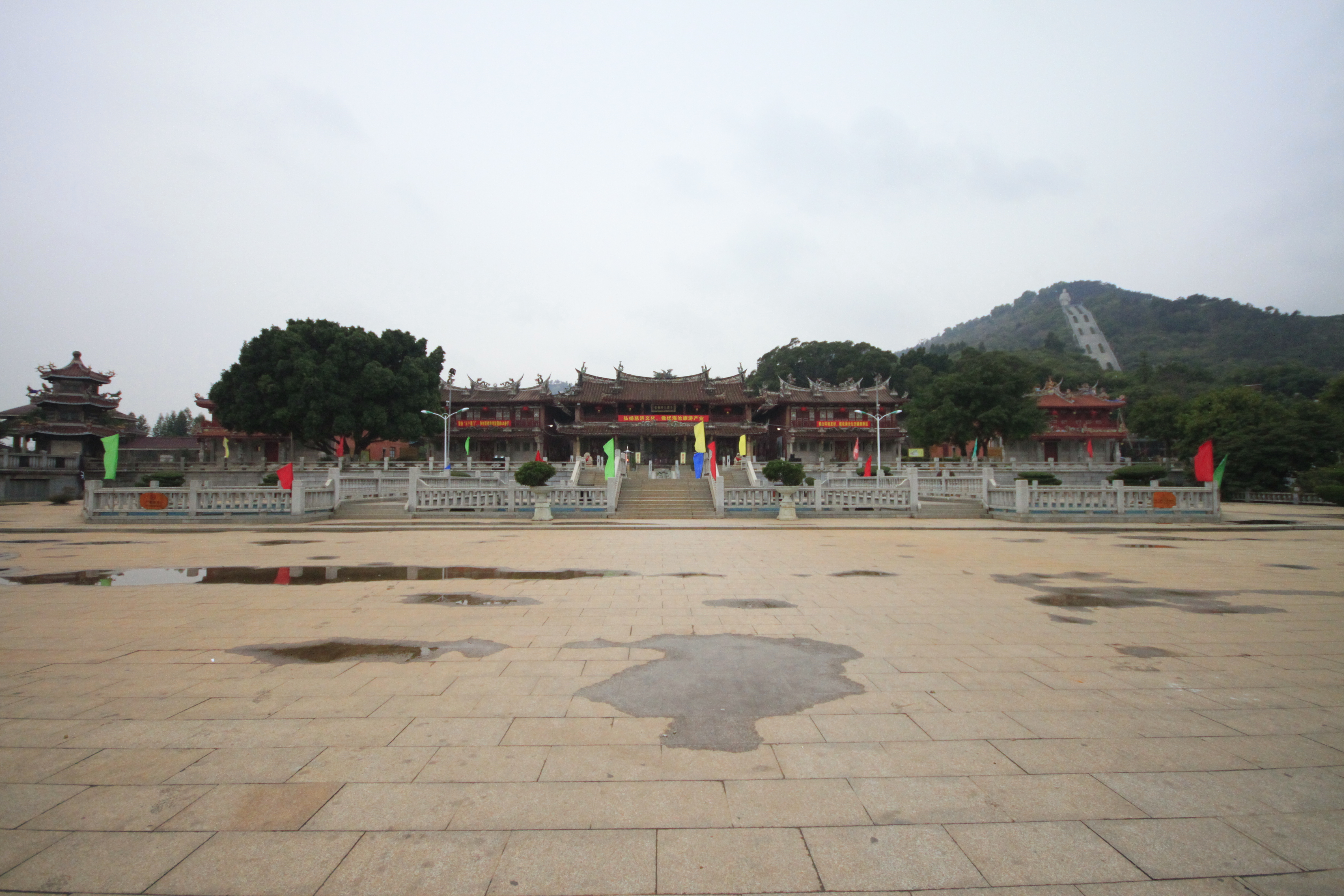
青礁慈濟宫

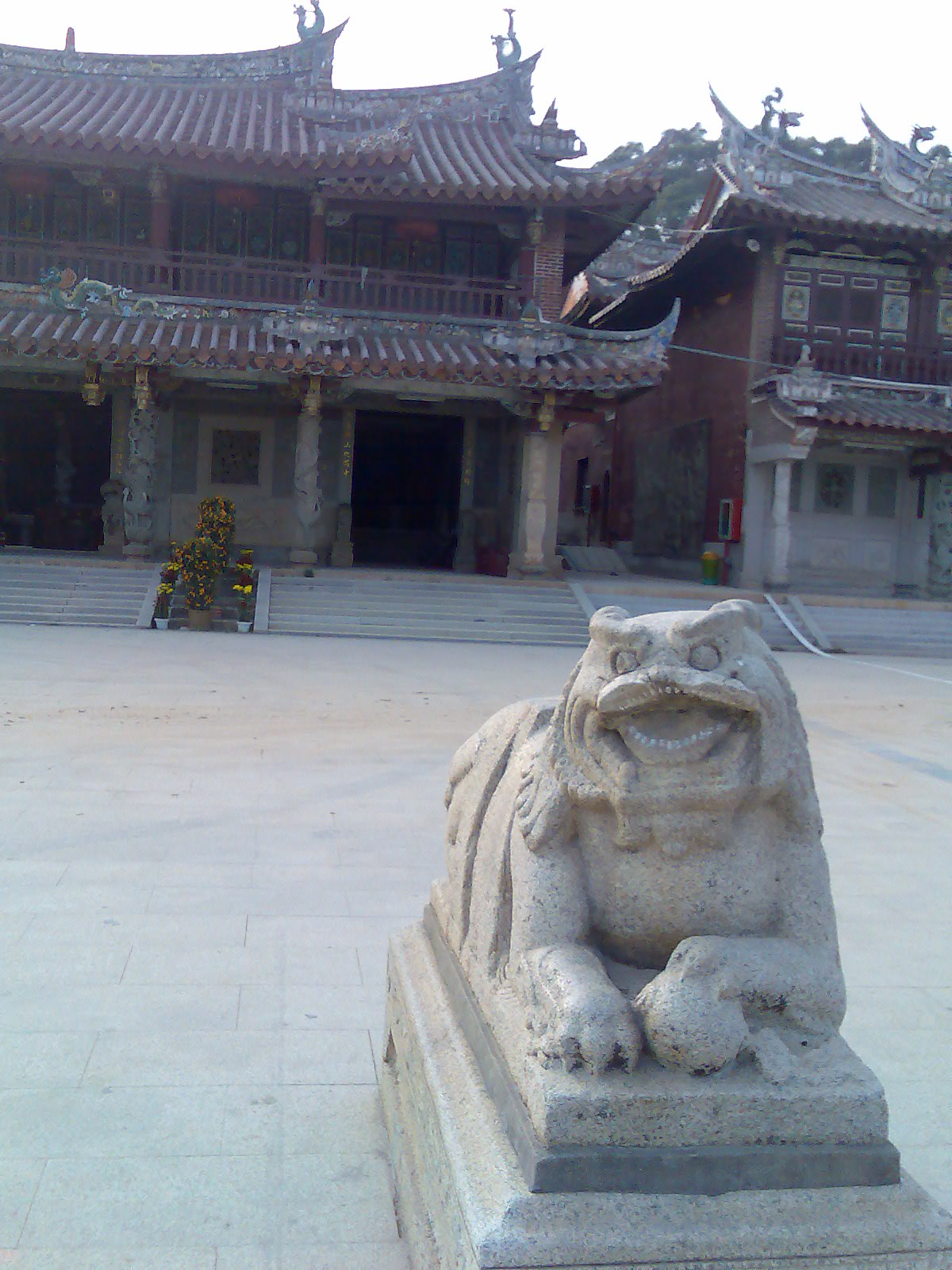
青礁慈濟宫廟前宋代石雕

- 白礁慈濟宮：又稱西宮，始建於南宋紹興二十一年（1151年）（一說應追溯到北宋時期的醫靈神祠），位於漳州市龍海區角美镇白礁村，為保生大帝出生地，經歷代修建，於文化大革命中嚴重毀損，1991年由台灣信徒捐資重修落成。
- 青礁慈濟宮：又稱為東宮，始建於南宋紹興二十一年（1151年）（依楊志《慈濟宫碑》記載：“歲在辛未，鄉尚書顏定肅公，奏請立廟”，紹興辛未年即紹興二十一年；一說應追溯到始建於北宋景佑3年（1036年）的「龍湫庵」），位於廈門市海滄區海滄街道青礁村岐山東鳴嶺上，為保生大帝生前煉丹修道之所亦是初享廟食之始地。青礁白礁東西兩宫直線距離2280米。
- 花橋慈濟宮：位於泉州市鯉城區，為保生大帝生前施藥義診之處，建於南宋紹興年間，該廟自清代開始附設有施藥局，如今稱為泉州花橋贈藥處診所。
- 天湖堂：位於漳州平和縣崎嶺鄉南湖村，為福建省文物保護單位。
- 同安大道宮：位於廈門市同安區大同街道雙溪公園。

#### 廣東省
- 棉湖慈濟古廟：又稱“大老爺宫”，位於揭西縣棉湖鎮安定門，主神保生大帝是棉湖镇境主，素有“未有棉湖，先有古廟”的說法。

### 臺灣

#### 臺北市
- 臺北市大同區大龍峒保安宮

#### 新北市
- 新北市板橋保安宮潮和宮(板橋區吳鳳路50巷93號，農村公園旁)
- 新北市板橋區保安宮(板橋區民治街42巷36號)
- 新北市板橋區保華宮
- 新北市蘆洲區保和宮
- 新北市樹林區濟安宮
- 新北市永和區保福宮
- 新北市中和區溥濟宮
- 新北市淡水區祈福保生宮
- 淡水清水龍保正宮

#### 桃園市
- 桃園市新屋區永安保生宮
- 桃園市觀音區溥濟宮
- 桃園市桃園區代天府

#### 新竹市
- 新竹縣美山保安宮
- 新竹市東區新竹仙水鎮安宮

#### 新竹縣
- 新竹縣寶山鄉寶山保生宮

#### 苗栗縣
- 苗栗縣苑裡鎮天下路保安宮
- 苗栗縣造橋鄉造橋保龍宮
- 苗栗縣後龍鎮後龍慈靈宮

#### 臺中市
- 臺中市北區臺中賴厝廍元保宮
- 臺中市神岡區神岡山皮寶山宮
- 臺中市新社區新社紫保宮
- 臺中市新社區三濟道濟廟（陪祀）
- 臺中市大甲區大甲澤安宮
- 臺中市沙鹿區西勢寮慶安宮

#### 彰化縣
- 彰化縣彰化市彰化慶安宮
- 彰化縣大城鄉大城咸安宮
- 彰化縣和美鎮和美打鐵山保生宮
- 彰化縣二林鎮萬興保安宮
- 彰化縣二林鎮二林新庄保聖宮
- 彰化縣芳苑鄉芳苑新寶保順宮

#### 南投縣
- 南投縣草屯鎮月眉厝龍德廟
- 南投縣草屯鎮草屯龍聖宮
- 南投縣竹山鎮竹山藤湖保生宮

#### 雲林縣
- 雲林縣元長鄉元長鹿寮保勝宮
- 元長鰲峯宮
- 崙背洲仔玉保宮
- 土庫秀潭保生宮
- 土庫溪心保善堂

#### 嘉義市
- 嘉義市西區西區北社尾保安宮
- 嘉義市西區西區保福宮
- 嘉義市西區嘉義西門街震安宮
- 嘉義市西區西區竹村里保德宮
- 嘉義市東區東區三台宮
- 嘉義縣東區東區三性宮
- 嘉義市東區東區三賢宮
- 嘉義市東區嘉義仁武宮

#### 嘉義縣
- 嘉義縣民雄鄉民雄保生大帝廟
- 嘉義縣民雄鄉民雄社溝保安宮
- 嘉義縣民雄鄉民雄雙福保安宮
- 嘉義縣民雄鄉民雄山仔腳保生大帝廟
- 嘉義縣民雄鄉民雄新庄子保生大天宮
- 嘉義縣竹崎鄉竹崎獅埜村保安宮
- 嘉義縣竹崎鄉竹崎慈保宮
- 嘉義縣新港鄉新港大興宮
- 嘉義縣新港鄉新港永興宮
- 嘉義縣大林鎮大林玉賜紫德宮
- 嘉義縣梅山鄉梅山濟興宮
- 嘉義縣梅山鄉梅山三美庄濟興宮
- 嘉義縣梅山鄉梅山龍壽宮
- 嘉義縣溪口鄉溪口本廳大帝宮
- 嘉義縣溪口鄉溪口保生宮
- 嘉義縣太保市太保後庄保安宮 （页面存档备份，存于）

#### 臺南市
- 臺南市學甲區學甲慈濟宮
- 臺南市北區扶持頂大道祀典興濟宮
- 臺南市北區府城八協境市仔頭福隆宮
- 臺南市北區府城大銃街元和宮全臺白龍庵
- 臺南市中西區府城四安境北線尾下大道良皇宮
- 臺南市中西區府城六興境開基開山宮
- 臺南市仁德區仁德牛稠仔保華宮
- 臺南市安平區安平海頭社廣濟宮
- 臺南市安平區安平囝仔宮社妙壽宮
- 臺南市安平區安平港仔尾社靈濟殿
- 臺南市白河區白河顯濟宮
- 臺南市安南區安南中洲寮保安宮
- 臺南市安南區安南海尾朝皇宮
- 臺南市安南區安南溪心寮保安宮
- 臺南市安南區安南外塭仔和濟宮
- 臺南市安南區安南舊和順慈安宮
- 臺南市安南區安南總頭寮興安宮
- 臺南市安南區安南三塊厝大慈宮
- 臺南市安南區安南新和順保和宮
- 臺南市安南區安南南路寮保鎮宮
- 臺南市安南區安南陳卿寮保山宮
- 臺南市六龜區六龜龜子港保安宮
- 臺南市新化區新化保生大帝廟
- 臺南市仁德區仁德大甲慈濟宮
- 臺南市仁德區仁德中洲保生宮
- 臺南市學甲區學甲大灣清濟宮
- 臺南市佳里區佳里佳里興保興宮
- 臺南市佳里區佳里青龍宮
- 臺南市佳里區佳里番仔寮應元宮
- 臺南市永康區永康保生宮
- 臺南市永康區永康三崁店保靈宮
- 臺南市永康區永康洲仔尾保寧宮
- 臺南市歸仁區歸仁仁壽宮
- 臺南市歸仁區歸仁塗庫仔仁義宮
- 臺南市麻豆區麻豆草店尾良皇宮
- 臺南市後壁區後壁上茄苳顯濟宮
- 臺南市善化區善化園頂角普濟宮
- 臺南市新市區新市大洲保安宮
- 臺南市安定區安定港口慈安宮
- 臺南市六甲區龜子港保生廟

#### 高雄市
- 後勁聖雲宮
- 城邑慈濟宮
- 新庄子青雲宮
- 內惟青雲宮
- 鼓山慈濟宮
- 鼓山慈仁宮
- 舊大港保安宮
- 新大港保安宮
- 大舞台威靈宮
- 沙仔地威靈宮
- 下寮鼓山亭
- 五塊厝慈聖宮
- 戲獅甲廣濟宮
- 孔宅真君宮
- 鳳邑保興宮
- 後庄興濟宮
- 拷潭保福宮
- 大寮保生宮
- 大社保元宮
- 湖內普濟宮
- 大湖長壽宮
- 田尾玉湖宮
- 月眉池慈濟宮
- 仁美保民宮
- 大寮赤崁保安宮

#### 屏東縣
- 屏東街頭龍虎宮
- 萬丹水仙宮
- 萬丹保全宮
- 萬丹保安宮
- 北勢寮保安宮
- 水底寮保安宮
- 東港大潭保安宮
- 車城新街保安宮

#### 宜蘭縣
- 補城建進宮
- 三星尾塹保安宮
- 冬山慈濟祖宮

#### 花蓮縣
- 福安宮
- 新城嘉里村保安宮
- 新城慈能宮

#### 臺東縣
- 卑南南清宮
- 旭橋慈保宮

#### 澎湖縣
- 五德威靈宮
- 後寮威靈宮
- 南寮保寧宮
- 北寮保安宮

### 馬來西亞
南马
- 马六甲 湖海殿
- 柔佛 士姑来八哩半鳌峯宫
- 柔佛 巴莪聖明庙

中马
- 吉隆坡 集聖堂
- 吉隆坡 旧巴生路永安府
- 雪兰莪 龙溪天湖宫
- 雪兰莪 巴生振龙宫
- 霹雳州 慈濟堂保生大帝
- 霹雳 慈济古廟
- 霹靂 峇眼色海聖古廟
- 霹靂 瓜拉古楼聖菓院
- 霹靂 双溪杖兴云庙
- 彭亨 冷历保善堂

北马
- 槟城 浮罗山背文丁清龍宫
- 槟城 武吉丁雅洪山宫
- 槟城 顶日落洞清龍宫
- 槟城 姓李桥金鞍山寺
- 槟城 姓周桥朝元宫
- 槟城 大山脚武拉必真君大帝古庙
- 槟城 清南宫
- 吉打 班茶真君宫
- 吉打 亚罗士打鳌峯宫
- 吉打 高打瓜拉姆拉慈济宫
- 玻璃市 双弄清龍宫

### 泰國
- 普吉府福龍宮
- 普吉府保生大帝廟
- 曼谷耀華力路真君大帝廟
- 曼谷吞武里真君古廟
- 合艾市吳氏宗親總會
- 春武里府真君廟
- 沙敦府真君廟
- 沙敦府保濟宮
- 拉廊府 慈濟宮
- 巴吞他尼府 保生大帝廟

### 新加坡
- 仙宮堂，創立於1968年，於2013年被納入受保留建築物文化遺產。
- 青龍宮
- 真人宫（真龍宮）
- 廣壽堂（義順鎮聯合廟）
- 新加坡聖明廟

### 菲律賓
- 馬尼拉寶泉庵

### 柬埔寨
- 大金歐保生大帝廟
- 巴南市保生大帝廟
- 水牛島保生大帝廟

## 戲劇中的吳夲
- 《雲深不知處》（1975年電影），由谷名倫飾演吳夲。
- 《保生大帝》（2001年，華視，電視劇），由玉尚飾演吳夲，華視於2001年1月15日18:00首播。
- 《神醫大道公》（2010年電視劇），由鄭少秋飾演吳夲。
- 《神醫大道公前傳》（2014年電視劇），由韓棟飾演吳夲。

### 附註
1. 1 2 3 4 5 6 7 8 9 10 11 12 13 14 15 16 17 18 19 20 21 22 23 24 25 26 27 28 29 30 31 32 33 34 35 36 37 38 39 40 41 42 43 44 45 46 47 48 49 50 51 52 53 54 55 56 57 58 59 60 61 62 63 64 65 66 67 68 69 70 71 72 73 74 75 76 77 78 79 80 81 82 83 84 85 86 87 88 89 90 91 92 93 94 95 96 97 98 99 100 101 102 103 104 105 106 107 108 109 110 111 112 113  周茂欽. . 臺南市政府文化局. 2013-12. ISBN 978-986-03-9418-4.
2. ↑  .   [2014-02-03]. （原始内容存档于2020-12-06）.
3. ↑  . 教育部重編國語辭典修訂版. 中華民國教育部.   [2016-05-07]. （原始内容存档于2020-09-15）.
4. 1 2 3

### 文獻
- 黃有興〈學甲慈濟宮與壬申年祭典紀要〉：刊於《台灣文獻》四十六卷第四期，1985年12月。
- 《吳真人研究》：〈廈門吳真人研究會〉及〈青礁慈濟東宮董事會〉合編，鷺江出版社1992年5月第一版。
- 《吳真人學術研究文集》：張國舉主編，〈廈門大學出版社〉1990年10月第一版。
- 《福建通志》
- 《閩書》
- 《同安縣志》
- 《海澄縣志》
- 南宋 楊志 / 莊夏《慈濟宮碑》
- 黃文博 / 黃明雅《臺灣第一香：西港玉敕慶安宮庚辰香科大醮典》，2001年4月。

## 延伸閱讀
- 莊宏誼：〈保生大帝信仰的起源與發展〉。